# Thulium(III)-chlorid
Thulium(III)-chlorid ist eine chemische Verbindung aus der Gruppe der Chloride.

## Gewinnung und Darstellung
Thulium(III)-chlorid kann durch Reaktion von Thulium(III)-oxid oder Thulium(III)-carbonat und Ammoniumchlorid gewonnen werden.
{\displaystyle \mathrm {Tm_{2}O_{3}+6\ NH_{4}Cl\longrightarrow 2\ TmCl_{3}+6\ NH_{3}+2\ H_{2}O} }
Das Hexahydrat entsteht durch Reaktion von Thulium mit Salzsäure. Durch Reaktion mit Thionylchlorid kann dieses zur Anhydratform umgesetzt werden.
{\displaystyle \mathrm {2\ Tm+6\ HCl\longrightarrow 2\ TmCl_{3}+3\ H_{2}} }
Thulium(III)-chlorid kann auch direkt aus den Elementen Thulium und Chlor synthetisiert werden.
{\displaystyle \mathrm {2\ Tm+3\ Cl_{2}\longrightarrow 2\ TmCl_{3}} }

## Eigenschaften
Thulium(III)-chlorid ist ein hellgelbes Pulver. Sein Hexahydrat ist ein hellgrüner hygroskopischer Feststoff. Beide sind löslich in Wasser. Thulium(III)-chlorid besitzt eine monokline Kristallstruktur mit der Raumgruppe C2/m (Nr. 12) entsprechend der von Aluminium(III)-chlorid.